# Олександрівська загальноосвітня школа І-ІІІ ступенів (Жашківський район)
Олександрівська загальноосвітня школа І-ІІІ ступенів — україномовний навчальний заклад І-III ступенів акредитації у селі Олександрівка, Жашківський району Черкаська області.

## Загальні дані
Олександрівська загальноосвітня школа І-ІІІ ступенів розташована за адресою: вул. Леніна, 1, село Олександрівка (Жашківський район) — 19212, Україна.
Директор закладу — Онищенко Світлана Аркадіївна.
Онищенко С. А.. — спеціаліст вищої категорії. Стаж педагогічної роботи становить 17 років. Вчитель біології та хімії.
Мова викладання — українська.
Профільна направленість: здійснення профільного навчання за технологічним профілем
Викладає — 16 вчителів із них: 2 — «старших вчителі»; 4 — спеціаліста вищої категорії; 8 — спеціалістів першої категорії; 3 — спеціаліста другої категорії; 5 — спеціалістів
Школа працює за напрямком «Школа сприяння здоров'я».

## Історія
В 1910 році селі Олександрівка сталася визначна подія — на кошти земства була побудована початкова школа.
Одноповерхова школа з одним залом, де одночасно займалися всі три класи під керівництвом одного вчителя. Ним був зять сільського попа Аристарха. В школі перед початком занять учитель грав на скрипці «Отче наш», а учні, стоячи, повторювали молитву. У школі дітей навчали читати, писати, рахувати та молитви.
Навчання в школі проводилося лише в зимові місяці. З настанням ранньої весни батьки вимушені були посилати своїх дітей на польові роботи і до навчання вони поверталися лише після того, як був зібраний весь урожай.
1930 рік у школі працює семирічна школа, де вчиться майже 200 дітей.
У 1969 році учні переступили поріг нової, світлої, просторої восьмирічної школи. З 1988 року в селі стала працювати 9-річна школа. 1999 рік — учні школи почали отримувати середню освіту і для старшої школи було обрано технологічний профіль.

## Джерело-посилання
- Офіційний сайт школи